# Jan Souček (novinář)
Jan Souček (* 27. června 1974 Brno) je český novinář, píárista, právník a manažer. V letech 2014 až 2023 zastával pozici ředitele Televizního studia Brno a v letech 2023 až 2025 byl generálním ředitelem České televize.

## Životopis
Narodil se 27. června 1974 v Brně. V letech 1988–1992 studoval na gymnáziu Elgartova v Brně, v roce 1997 absolvoval Právnickou fakultu Masarykovy univerzity v Brně. Po ukončení vysoké školy krátce nastoupil do pozice advokátního koncipienta. Od roku 1994 působil jako redaktor, moderátor, editor a šéfredaktor ve zpravodajství elektronických médií (TV Nova, Rádio Krokodýl, Rádio Alfa, Český rozhlas, Česká televize). V letech 2002–2007 pak zastával manažerské pozice v oblasti public relations.
Od roku 2007 trvale pracuje pro Českou televizi (moderátor, dramaturg, šéfdramaturg). V červnu roku 2014 byl zvolen Radou České televize do pozice ředitele brněnského studia České televize. V letech 2014–2016 koordinoval výstavbu nového televizního studia v Brně-Líšni, které bylo zprovozněno v říjnu 2016.
V letech 2010–2019 přednášel na Fakultě sociálních studií Masarykovy univerzity (FSS MU). Do roku 2024 byl členem Programové rady bakalářského a navazujícího magisterského studijního programu Mediální studia a žurnalistika Katedry mediálních studií a žurnalistiky FSS MU.

### Generální ředitel ČT
V červnu 2023 kandidoval na funkci generálního ředitele České televize. Ve volbě postoupil s osmi hlasy z patnácti možných do druhého kola. To následně vyhrál, když poměrem 11 : 4 hlasům porazil předchozího ředitele Petra Dvořáka.

#### Konflikt s Václavem Moravcem
Na podzim 2023 se dostal do střetu s moderátorem nedělních politických debat na ČT Václavem Moravcem. Spor odstartovala stížnost Institutu Václava Klause na rozhovor, který Moravec koncem září 2023 poskytl slovenskému Denníku N. V rozhovoru mimo jiné zaznělo: „Václav Klaus potřebuje zlegitimizovat, že byl gubernátorem Vladimira Putina v České republice.“ Souček se opakovaně obrátil na Etický panel ČT, ten se ale v obou případech Moravce zastal.

#### Jmenování vedoucího sekretariátu
Od listopadu 2023 jmenoval vedoucím svého sekretariátu bývalého pražského primátora za ODS Igora Němce. Výběr vyvolal pozornost, protože Němec má vazby na bývalého předsedu a stávajícího místopředsedu Rady ČT Pavla Matochu. Němec se také proslavil výrokem „Situace je nadmíru výtečná“ uprostřed katastrofálních povodní v Praze v roce 2002.
Němec dále v minulosti vystoupil na akci protizápadních politiků a aktivistů a v roce 2020 v dezinformačním internetovém rádiu obvinil média včetně České televize, že zbytečně straší pandemií nemoci covid-19, a vymezil se mimo jiné proti EU a NATO. Souček se distancoval od „osobních názorů“ ředitele své kanceláře a prohlásil, že si s ním o jeho výrocích promluví. Dne 27. srpna 2024 Souček oznámil, že Igora Němce propouští z důvodu názorového rozchodu. K tomuto rozhodnutí mohla přistět i Němcova účast na Vlasteneckém setkání na zámku Příčovy, srazu spojovaném s dezinformátory, který navštívil předešlý víkend.

#### Rezignace všech členů etického panelu ČT
Všech pět členů etického panelu ČT rezignovalo na svou funkci, které Součkovi sdělili v dopise, ve kterém uvedli: „Naše představy o poslání Etického panelu ČT se významně odlišují od názoru, který na účet tohoto grémia máte Vy. Vzhledem k tomu, že bychom nebyli schopni vyhovět požadavkům, jež na tento panel kladete, rozhodli jsme se na členství v Etickém panelu ČT k 31. březnu rezignovat." Členy panelu byli Richard Hindls, Václav Pačes, Nikolaj Savický, Petr Holubec a Petr Brod. Podle serveru Novinky.cz členové panelu rezignovali kvůli sporům se Součkem, které se týkaly moderátora Václava Moravce a reportéra domácí redakce Jiřího Hynka.

#### Konec pořadu 168 hodin
Dne 25. července 2024 vydala ČT tiskovou zprávu, kde uvedla, že publicistický pořad 168 hodin končí. Na nezařazení pořadu do podzimního schématu dohodl generální ředitel ČT Jan Souček s vedením divize Zpravodajství a publicistiky a divize Programu. Důvodem měly být nedávné události (advokátka Lucie Hrdá na síti X zveřejnila závěry vyšetřovací komise k případu Marka Wollnera a žádala ověření pravosti dokumentu managmentem České televize), spory uvnitř redakce a opakované porušení závazných pravidel kodexu České televize, jako neposkytnutí dostatečného prostoru oponentním stranám reportáží pořadu.
Na mimořádné schůzi Rady ČT Souček uvedl, že zrušení 168 hodin souviselo hlavně s komunikací Nory Fridrichové v médiích. Fridrichovou obvinil z poškození dobrého jména televize. Nevysvětlil však, proč ruší celý pořad a byla mu vyčtena osobní angažovanost a proměnlivost v argumentech.
Z televizních programů pak vyplynulo, že pořad 168 hodin ve vysílacím čase od začátku září nahradí seriál Strážmistr Topinka, následně (nejpozději od ledna 2025) mají být podle Součka uvedeny v dlouholetém vysílacím čase zrušeného týdeníku nové publicistické a investigativní pořady. Následně byl Noře Fridrichové ke dni 31. srpna 2024 ukončen pracovní poměr v ČT po oboustranné dohodě.

#### Charta pracovníka ČT
Ředitel Jan Souček byl kritizován kvůli svému plánu vydat tzv. Chartu pracovníka ČT, kterou představil na interním setkání se zaměstnanci konaného 11. listopadu 2024. Dokument má řešit otázky vystupování „pracovníků“ České televize na veřejnosti či střetu zájmů. Zaměstnancům a externím spolupracovníkům ČT se však nelíbila příliš obecná forma jakou jsou ustanovení v chartě formulované. 
Charta například stanovuje, že informace o České televizi mohou podávat pouze osoby, které jsou členy nejužšího vedení České televize a vystupovat na různých akcích smějí novináři pouze se svolením. Charta zaměstnance varuje také před vystupováním na sociálních sítích.
Dle mediálního experta Aleše Rozehnala je stanovení podmínky, že informace o České televizi mohou podávat pouze osoby, které jsou členy nejužšího vedení ČT, proti svobodě projevu. Jan Souček se proti námitkám vyjádřil, že není běžné, aby se podobné dokumenty se zaměstnanci konzultovaly, uvedl že: „Interní normy nevznikají plebiscitem, to je zodpovědnost managementu. Jako nedává smysl hlasovat v referendu o daních, tak nedává smysl hlasovat v referendu o interních normách.“ Mluvčí ČT pro média sdělila, že dokument není hotový a Česká televize jej nebude komentovat. Nová pravidla nakonec po období konzultací vydal Souček jako tzv. „Standardy ČT“ formou rozhodnutí generálního ředitele v lednu 2025.

#### Výtka od Rady ČT
Rada ČT na jednání 12. března 2025 udělila Součkovi výtku za nestandardní přiznávání odstupného, nadbytečné znepřístupňování částí smluv a komunikaci s veřejností formou, která poškozuje dobré jméno ČT. Souček výtky během jednání Rady ČT odmítl. Výtka v případě odstupného se týkala případu odcházejícího zaměstnance, který ve zkušební lhůtě po čtyřech odpracovaných měsících dostal odměnu ve výši 2,5 násobku mzdy a přiznání šesti platů v rámci konkurenční doložky manažerovi, který odešel po šesti měsících. 
Dále rada Součkovi vytkla nadbytečné znepřístupňování částí smluv a objednávek uzavřených ČT nad rámec ochrany jejích legitimních obchodních zájmů. Souček na to reagoval, že pravidla pro začerňování pasáží ve smlouvách nechal upravit na základě výsledků interního auditu a následně je měla posuzovat dozorčí komise. 
Třetí výtka za vystupování v médiích formou, která podle nich poškozuje dobré jméno ČT se týkala zejména komunikace Součka v médiích ohledně přijímání mediální novely, která mimo jiné zvyšuje televizní poplatek. Souček mimo jiné v médiích říkal, že pokud se poplatky nezvýší, stáhne televize počet kanálů na tři. Rada ČT následně rozhodla, že Součkovi bude udělena pouze desetina možné odměny za rok 2024.

#### Odvolání
Dne 6. května 2025 byl Souček Radou ČT odvolán z funkce generálního ředitele ČT, s platností k 7. květnu. V tajném hlasování bylo pro odvolání 15 ze 17 radních a 2 byli proti. K odvolání byla potřeba dvoutřetinová většina všech hlasů, znamenající 12 radních. Server Aktuálně.cz s ohledem na průběh jednání a na předešlá hlasování spekuloval, že pro odvolání nehlasovali Petr Šafařík a Ladislav Mrklas.
Do zvolení nového generálního ředitele dočasně vedl ČT jeho statutární zástupce Michal Fila, ředitel divize Korporátní služby.
Pracovní poměr v České televizi ukončil dohodou k 30. červnu 2025. Odstupné nedostal, ale byla uplatněna konkurenční doložka, kterou měl ve smlouvě (12 platů, tedy téměř 3,5 milionu Kč).
Ve funkci ho 1. července 2025 nahradil Hynek Chudárek. Téhož dne Souček podal žalobu na Radu ČT s tím, že své odvolání považuje za nezákonné. Souček také podal žádost o doplacení roční odměny 1 326 400 Kč za rok 2024. Svou žádost o doplacení odměny podpořil předžalobní výzvou. Argumentoval, že není platné rozhodnutí rady, protože podle něj nedodržela zákonné a smluvní postupy. Ředitel Chudárek na zasedání Rady ČT 16. července 2025 uvedl, že Součkovu žádost na doporučení právního úseku zamítl.

## Osobní život
Jan Souček se přihlásil k homosexuální orientaci. K březnu 2024 udržoval 15letý vztah s partnerem téhož věku, Janem Tomíčkem, konzervátorem a uměleckým restaurátorem.